# Tephrolamia fasciculata
Tephrolamia fasciculata là một loài bọ cánh cứng trong họ Cerambycidae.